# Zeeschuim

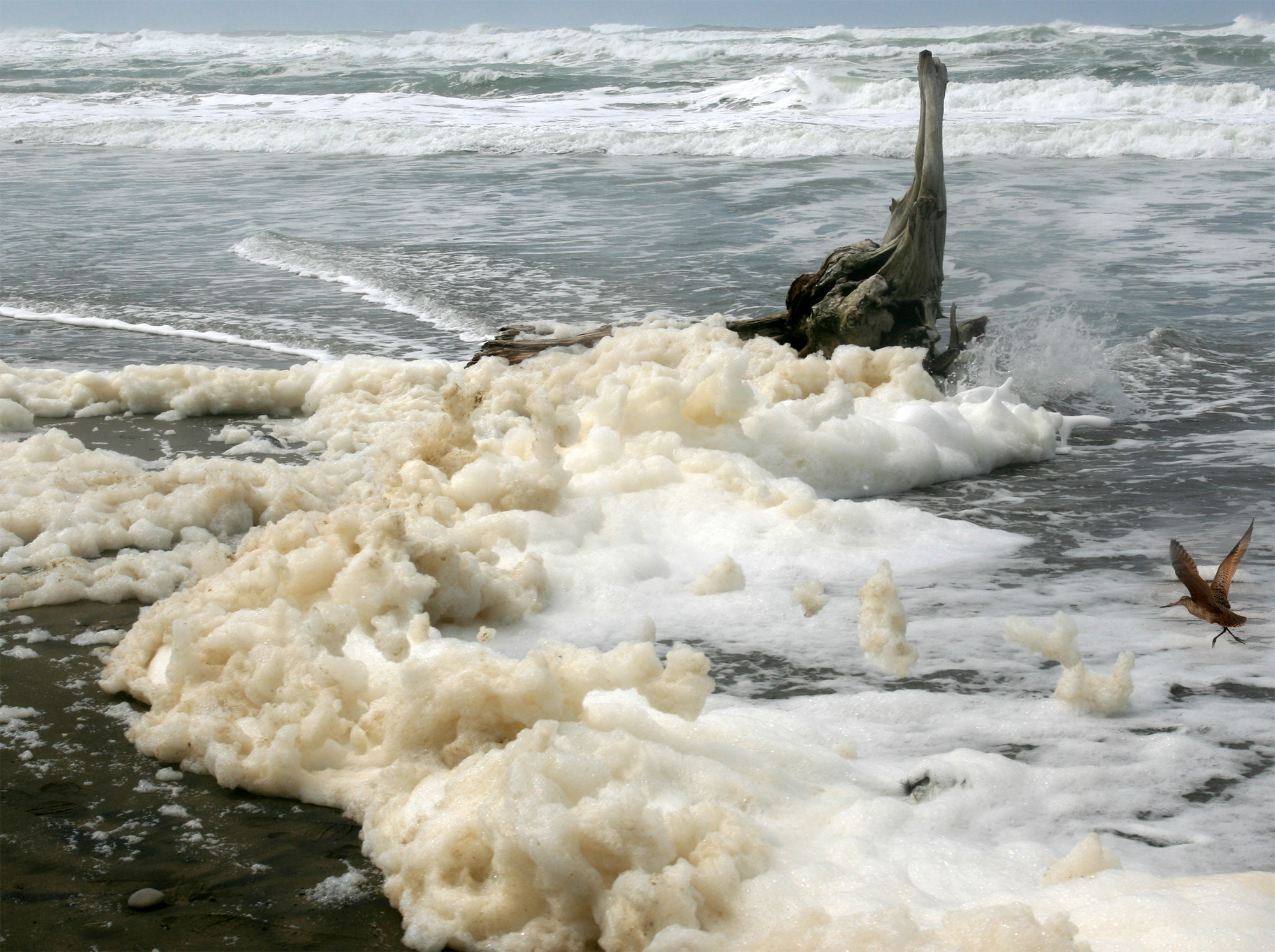
Zeeschuim op Ocean Beach in San Francisco.

Zeeschuim, oceaanschuim, strandschuim of spume is een soort schuim dat ontstaat door de agitatie van zeewater, vooral wanneer het hogere concentraties opgeloste organische stoffen bevat (waaronder eiwitten, lignines en lipiden) afkomstig van bronnen zoals de afbraak van algenbloei op open zee. Deze stoffen kunnen fungeren als oppervlakteactieve stoffen of schuimmiddelen. Als het zeewater wordt opgeschud door brekende golven in de brandingszone naast de kust, vangen de oppervlakteactieve stoffen onder deze turbulente omstandigheden lucht en vormen ze hardnekkige bellen die door oppervlaktespanning aan elkaar blijven kleven op het strand.
Zeeschuim is een wereldwijd fenomeen, en het varieert afhankelijk van de locatie en de mogelijke invloed van het omringende mariene, zoetwater en/of terrestrische milieu. Vanwege de lage dichtheid en persistentie kan schuim door sterke winden landinwaarts worden geblazen, in de richting van het strand. 
Menselijke activiteiten, zoals de productie, het transport of het morsen van 
petroleumproducten of detergenten, kunnen ook bijdragen aan de vorming van zeeschuim. Het schuim kan ook toxisch PFAS bevatten, zo bleek onder meer uit onderzoek van VITO in 2023. Nederlandse en Belgische overheden waarschuwden dan ook om het goedje te mijden, en kinderen er niet mee te laten spelen.